# نیا ویلیامز
نیا ویلیامز (انگلیسی: Nia Williams؛ زادهٔ ۱۹ سپتامبر ۱۹۹۰) بازیکن فوتبال اهل ایالات متحده آمریکا است.
از باشگاه‌هایی که در آن بازی کرده‌است می‌توان به اف سی کانزاس سیتی اشاره کرد.